# Fernando de Sousa e Silva
Fernando de Sousa e Silva (ur. 5 grudnia 1712 w Lizbonie, zm. 11 kwietnia 1786 tamże) – portugalski duchowny katolicki, kardynał, patriarcha Lizbony.

## Życiorys
Pochodził z rodu hrabiów Santiago de Beduído. Święcenia kapłańskie przyjął 10 maja 1739. 1 czerwca 1778 Pius VI wyniósł go do godności kardynalskiej z tytułem prezbitera. 1 marca 1779 został wybrany Patriarchą Lizbony. Sakrę biskupią otrzymał 30 maja 1779 w Lizbonie. Na objętej stolicy patriarchalnej pozostał już do śmierci.